# Yiu Kit Ching
Christy Yiu Kit Ching (chinesisch 姚潔貞 / 姚洁贞, Pinyin Yáo Jiézhēn, Jyutping Jiu4 Git3zing1, kantonesisch Yiu Kit-ching; * 20. Februar 1988 in Hongkong) ist eine Leichtathletin aus Hongkong, die im Langstrecken- und im Hindernislauf an den Start geht.

## Sportliche Laufbahn
Erste internationale Erfahrungen sammelte Yiu Kit Ching im Jahr 2009, als sie bei den Ostasienspielen in Hongkong in 4:40,71 min die Bronzemedaille im 1500-Meter-Lauf hinter der Chinesin Liu Qing und Shinetsetseg Chuluunkhuu aus der Mongolei gewann. Auch im Hindernislauf gewann sie in 11:26,03 min die Bronzemedaille hinter der Chinesin Li Zhenzhu und Minori Hayakari aus Japan. Im Jahr darauf wurde sie beim Honh Kong Mizuno Half Marathon nach 1:24:40 h Zweite, wie auch beim Hong Kong Standard Chartered Half Marathon nach 1:25:11 h. 2011 siegte sie dann beim Hongkong-Halbmarathon nach 1:20:33 h und belegte anschließend bei den Asienmeisterschaften in Kōbe in 11:24,92 min den achten Platz im Hindernislauf, während sie über 1500 Meter in 4:46,28 min auf Rang zehn gelangte. Daraufhin schied sie bei der Sommer-Universiade in Shenzhen mit 10:45,11 min in der Vorrunde aus und siegte im Dezember beim Halbmarathon in Taipeh in 1:21:09 h. 2012 wurde sie beim Hong Kong Mizuno Half Marathon nach 1:23:49 h Zweite und siegte anschließend beim Hong Kong Standard Chartered Half Marathon in 1:21:31 h. 2013 nahm sie erneut an den Ostasienspielen in Tianjin teil und wurde dort in 4:33,40 min bzw. 10:25,81 min jeweils Vierte über 1500 Meter und im Hindernislauf. Zudem siegte sie in diesem Jahr beim Kinmen-Halbmarathon nach 1:22:52 h und wurde beim Hongkong-Halbmarathon in 1:20:28 h Zweite. Bei den Halbmarathon-Weltmeisterschaften 2014 in Kopenhagen lief sie nach 1:20:28 h auf Rang 76 ein. Zudem siegte sie beim Ageo City Halbmarathon in 1:16:31 h.
Auch 2015 siegte sie beim Ageo City Halbmarathon in 1:12:58 h und qualifizierte sich zudem im Marathonlauf für die Weltmeisterschaften in Peking, bei denen sie nach 2:43:28 h auf Rang 32 einlief. Bei den Halbmarathon-Weltmeisterschaften 2016 in Cardiff wurde sie nach 1:14:19 h 40. und erreichte im August bei den Olympischen Spielen in Rio de Janeiro nach 2:36:11 h Rang 39. Nach zwei Jahren Wettkampfpause siegte sie 2019 beim Setagaya Half Marathon in 1:12:52 h und wurde beim Niigata-Halbmarathon in 1:14:49 h Dritte. Bei den Halbmarathon-Weltmeisterschaften 2020 in Gdynia lief sie mit neuem Landesrekord von 1:12:10 h auf Rang 49 ein. Im Jahr darauf siegte sie in 2:39:27 h beim Hongkong-Marathon und 2022 gelangte sie bei den Weltmeisterschaften in Eugene nach 2:43:13 h auf Rang 29.

## Persönliche Bestleistungen
- 1500 Meter: 4:32,63 min, 29. Juni 2014 in Hongkong
- Halbmarathon: 1:12:10 h, 17. Oktober 2020 in Gdynia (Hongkonger Rekord)
- Marathon: 2:31:24 h, 16. Mai 2021 in Mailand (Hongkonger Rekord)
- 3000 m Hindernis: 10:25,81 min, 9. Oktober 2013 in Tianjin (Hongkonger Rekord)